# Приютинська сільська рада
Прию́тинська сільська рада (рос. Приютинский сельский совет) — сільське поселення у складі Тоцького району Оренбурзької області Росії.
Адміністративний центр — село Приютне.

## Історія
2004 року ліквідована Марковська сільська рада (село Марковка), її територія увійшла до складу Приютинської сільради.

## Населення
Населення — 319 осіб (2019; 409 в 2010, 584 у 2002).

## Склад
До складу сільської ради входять:
| Населений пункт | Населення, осіб (2002) | Населення, осіб (2010) |
| --------------- | ---------------------- | ---------------------- |
| Марковка, село  | 253                    | 155                    |
| Приютне, село   | 331                    | 254                    |